# Doença do neurônio motor
As doenças do neurônio motor (MND, sigla do inglês) são um grupo de enfermidades neurobiológicas que afetam seletivamente neurônios motores, as células que controlam a atividade muscular voluntária, incluindo a fala, o caminhar, a respiração, a deglutição e o movimento geral do corpo.

## Sinais e sintomas
Os sintomas geralmente apresentam-se na faixa dos 50 aos 70 anos de idade, e incluem fraqueza progressiva, debilidade e fasciculação dos músculos, espasticidade ou rigidez nos braços e pernas e reflexos hiperativos dos tendões. Pacientes podem apresentar sintomas muito diversos, como arrastar um pé, enfraquecimento muscular unilateral nas mãos ou fala indistinta.
Exames neurológicos apresentam sinais específicos associados com a degeneração dos neurônios motores superiores e inferiores. Sinais de danos nos neurônios motores superiores incluem espasticidade, reflexos ativos e reflexo plantar. Sinais de danos nos neurônios motores inferiores incluem fraqueza e atrofia muscular.
Note-se que cada grupo muscular do corpo requer tanto os neurônios superiores quanto os inferiores para funcionar. Os sinais descritos acima podem ocorrer em qualquer grupo muscular, incluindo braços, pernas, torso e região bulbar.
Os sintomas descritos acima podem assemelhar-se a uma série de outras doenças raras, que inclui (sem estar limitada a) neoropatia motora multifocal, doença de Kennedy, paraplegia hereditária espástica, atrofia da musculatura espinhal e amiotrofia monomélica.

## Diagnóstico
O diagnóstico da MND é um diagnóstico clínico, estabelecido por um neurologista com base no histórico e exames neurológicos. Não há teste diagnóstico para a MND. Muitas vezes exames de sangue, eletromiografia, ressonância magnética e, algumas vezes, testagem genética ajudam a excluir outros distúrbios que podem ter sintomas parecidos com a MND. Mesmo assim, o diagnóstico de MND permanece um diagnóstico clínico. Tendo excluído outras doenças, uma progressão relativamente rápida dos sintomas é um fator forte para seu diagnóstico. Embora a progressão possa algumas vezes “plateau”, ela não irá melhorar.